# Азіз-шейх
Азіз-шейх (*д/н — 1367) — хан Золотої Орди в 1365—1367 роках.

## Життєпис
Походив з династії Чингізидів. Стосовно батьків Азіза тривають суперечки. Стенлі Лен-Пуль відносив його до нащадків Тог-Тимура, сина Джучі. М. Г. Сафаргалієв — до нащадків Орди-Ічена (сином хана Тимур-Ходжи), Р. Ю. Почекаев — до династії Шибанідов, вважаючи його сином Тун-ходжи. Більшість нинішніх дослідників вважає останню версію більш правдоподібною.
Після повалення хана Мурада у жовтні 1362 року, в Азаку (сучасний Азов) повстав Азіз-шейх. Йому довелося боротися за трон з Мір-Пуладом, Пулад-Ходжою, Мурадом, Булат-Тимуром, Мамаєм та Абдулах-ханом. У 1364 році загинув Мір-Пулад. Але на троні затвердився Пулад-Ходжа. Втім Азіз, скориставшись походом останнього до Гюлістану, 1365 року захопив столицю — Новий Сарай, а потім завдав поразки Пулад-Ходжі.
В результаті Азіз-шейх затвердився у нижній та середній течії Волги до Булгарії на півночі та до річки Яїк (Урал) на сході. У свою чергу єдиний претендент Абдулах-хан контролював область між Волгою та Доном. У своїй боротьбі з останнім намагався залучити князів Північно-Східної Руси. На відміну від Абудалах та Мамая, спирався на Суздальських князів. У 1365 році надав ярлика на князювання у великому князівстві Нижньогородському Борису Костянтиновичу, князю Городецькому. Проте Мамай допоміг затвердитися там брату Бориса — Дмитру.
У 1366 році змусив Тагай-бея, намісника в Мордовії, визнати свою владу. У 1367 році виступив проти свого намісника у Волзький Булгарії Булат-Тимура, що став майже самостійний. Скориставшись поразкою того від військ Нижнього Новгорода, Азіз-шейх завдав поразки Булат-Тимуру та відновив владу над Булгарією. Водночас посилив свій вплив у великому князівстві Суздальсько-Нижньогородському. Згодом переміг Джанібека II, що також претендував на трон.
Того ж року загинув через змову емірів, прихильників Абдулах-хана. Останній невдовзі зайняв Новий Сарай, відновивши свою владу. Втім, фактичним правителем був Мамай.